# Wielersport op de Olympische Zomerspelen 2016 – Omnium vrouwen
De omnium voor de vrouwen op de Olympische Zomerspelen 2016 vond plaats op maandag 15 en dinsdag 16 augustus 2016. De Britse Laura Trott won de gouden medaille in 2012 en verdedigde de olympische titel met succes in Rio. Over vijf verschillende onderdelen vergaarden de renners punten, met de deelneemsters met de hoogste som als winnaar van het goud.

## Resultaten
| rang   | naam               | land             | resultaten | resultaten | resultaten | resultaten | resultaten | resultaten | totaal |
| rang   | naam               | land             | SR         | IP         | ER         | TT         | FL         | PR         | totaal |
| ------ | ------------------ | ---------------- | ---------- | ---------- | ---------- | ---------- | ---------- | ---------- | ------ |
| Goud   | Laura Trott        | Groot-Brittannië | 38         | 40         | 40         | 38         | 40         | 34         | 230    |
| Zilver | Sarah Hammer       | Verenigde Staten | 34         | 38         | 36         | 32         | 32         | 34         | 206    |
| Brons  | Jolien D'Hoore     | België           | 36         | 36         | 38         | 34         | 28         | 27         | 199    |
| 4      | Lauren Ellis       | Nieuw-Zeeland    | 32         | 30         | 20         | 20         | 14         | 73         | 189    |
| 5      | Amalie Dideriksen  | Denemarken       | 28         | 34         | 30         | 6          | 6          | 85         | 189    |
| 6      | Kirsten Wild       | Nederland        | 24         | 32         | 34         | 16         | 34         | 43         | 183    |
| 7      | Marlies Mejias     | Cuba             | 18         | 26         | 6          | 26         | 24         | 73         | 173    |
| 8      | Annette Edmondson  | Australië        | 30         | 28         | 32         | 40         | 38         | 0          | 168    |
| 9      | Tatsjana Sjarakova | Wit-Rusland      | 40         | 22         | 28         | 8          | 16         | 50         | 164    |
| 10     | Laurie Berthon     | Frankrijk        | 26         | 18         | 24         | 36         | 36         | 23         | 163    |
| 11     | Allison Beveridge  | Canada           | 14         | 24         | 12         | 24         | 30         | 0          | 104    |
| 12     | Xiao Juan Diao     | Hongkong         | 20         | 14         | 14         | 10         | 20         | 22         | 100    |
| 13     | Anna Knauer        | Duitsland        | 10         | 16         | 26         | 22         | 22         | 3          | 99     |
| 14     | Daria Pikulik      | Polen            | 22         | 20         | 10         | 14         | 26         | 0          | 92     |
| 15     | Xiaoling Luo       | China            | 12         | 12         | 22         | 12         | 8          | 2          | 68     |
| 16     | Sakura Tsukagoshi  | Japan            | 8          | 10         | 8          | 30         | 12         | 0          | 68     |
| 17     | Hsiao Mei-yu       | Chinees Taipei   | 16         | 6          | 16         | 28         | 18         | –20        | 64     |
| 18     | Angie González     | Venezuela        | 6          | 8          | 18         | 18         | 10         | 1          | 61     |

2012: Laura Trott · 
2016: Laura Trott · 
2020: Jennifer Valente ·
2024: Jennifer Valente